# 송부건
송부건(본명 : 송현진, 1976년 7월 15일 ~ )은 대한민국의 배우이다.

## 출연작

### 영화
- 《내 여자 친구를 소개합니다》 (2004년) - 인질범 2 역
- 《조용한 세상》 (2006년) - 창배 일당 1 역
- 《노르웨이의 숲》 (2010년) - 경수 역
- 《용의자》 (2013년) - RA(Research Agent) 역
- 《도희야》 (2014년) - 형사 3 역
- 《강남 1970》 (2015년) - 현 영등포 간부 1 역
- 《날, 보러와요》 (2016년) - 방송국PD 2 역
- 《허도령》 (2017년) - 허도령 역
- 《말모이》 (2019년) - 가와모토 역
- 《악질경찰》 (2019년) - 검찰 2 역
- 《특수요원》 (2020년) - 북한장교 최성용 역
- 《짬뽕비권》 (2022년) - 호해 역 (특별출연)

### 드라마
- 《무적의 낙하산 요원》 (2006년, SBS)
- 《로맨스 헌터》 (2007년, tvN) - 신태동 역
- 《내 생애 마지막 스캔들》 (2008년, MBC)
- 《보이스》 (2017년, OCN) - 구광수 역
- 《보이스 2》 (2018년, OCN) - 구광수 역
- 《보이스 3》 (2019년, OCN) - 구광수 역
- 《레버리지: 사기조작단》 (2019년, TV조선) - 마동석 역
- 《바람과 구름과 비》 (2020년, TV조선) - 조영하 역
- 《보이스 4》 (2021년, tvN) - 구광수 역

### 연극
- 《생존도시》
- 《백중사이야기》
- 《오셀로》
- 《리어왕》
- 《에쿠우스》
- 《갈매기》